# 아웃 오브 타임 (영화)
《아웃 오브 타임》(영어: Out of Time)은 미국에서 제작된 칼 프랭클린 감독의 2003년 미스터리 스릴러 영화이다. 덴절 워싱턴 등이 출연하였고, 닐 H. 모리츠 등이 제작에 참여하였다.
이 영화는 1995년 영화 《블루 데블》에 이은 프랭클린과 워싱턴의 두 번째 협업작이다.

## 출연
- 덴절 워싱턴 - 머사이어스 "맷" 리 휘틀록 역
- 에바 멘데스 - 앨릭스 디애즈휘틀록 역
- 서나 레이선 - 앤 머레이해리슨 역
- 딘 케인 - 크리스 해리슨 역
- 존 빌링즐리 - 체이 역
- 로버트 베이커 - 토니 돌턴 역
- 앨릭스 카터 - 폴 캐벗 역
- 앤터니 코론 - 바스테 순경 역
- 노라 던 - 도너번 의사 역
- O. L. 듀크 - 브론즈 형사 역

## 기타 제작진
- 협력 제작: 스티븐 트랙슬러
- 배역: 맬리 핀
- 미술: 폴 피터스
- 의상: 섀런 데이비스